# Ранговое имение
Ранговое имение — земельное владение в Гетманщине, которое предоставлялось казацкой старшине гетманом во временное владение, «на ранг», то есть на время службы, пока служащий Запорожского Войска исполнял свои обязанности. Ему предоставлялось ранговое имение в качестве текущего вознаграждения за службу и на покрытие расходов, связанных с ней — на полученные средства руководители Запорожского Войска обеспечивали работу администрации и управление. Эти земли не были собственностью, а предоставлялись только на время службы. Крестьяне, жившие на этих землях были свободны, но платили «послушенство». Что и сколько должно было платиться, не было чётко закреплено. Систему ранговых имений ввёл Б. Хмельницкий. Ранговые имения выделялись из земельного фонда, созданного в Гетманщине из конфискованных имений польских землевладельцев и Католической Церкви. Для пополнения фонда ранговых имений использовались войсковые или свободные земли. Отдельную группу ранговых имений составили крупные земельные владения (волости), которые царём предоставлялись (или подтверждались) гетманам «на булаву». Ранговыми имениями ведала Генеральная Войсковая Канцелярия. Их размер на каждое подразделение не был четко определён до 1732 года.
Владельцы ранговых имений пытались превратить их в свою полную и наследственную собственность, и это удавалось в некоторых случаях, в основном представителям высшей старшины, вследствие дарения царём, которое закреплялось царской «Жалованной грамотой».
В XVIII веке этот процесс шёл быстрыми темпами, и после ликвидации Гетманщины в 1780-х годах большая часть ранговых имений стала частной собственностью козацкой старшины и её потомков — левобережно-украинского дворянства.